# Commission des droits et de l'autonomie des personnes handicapées

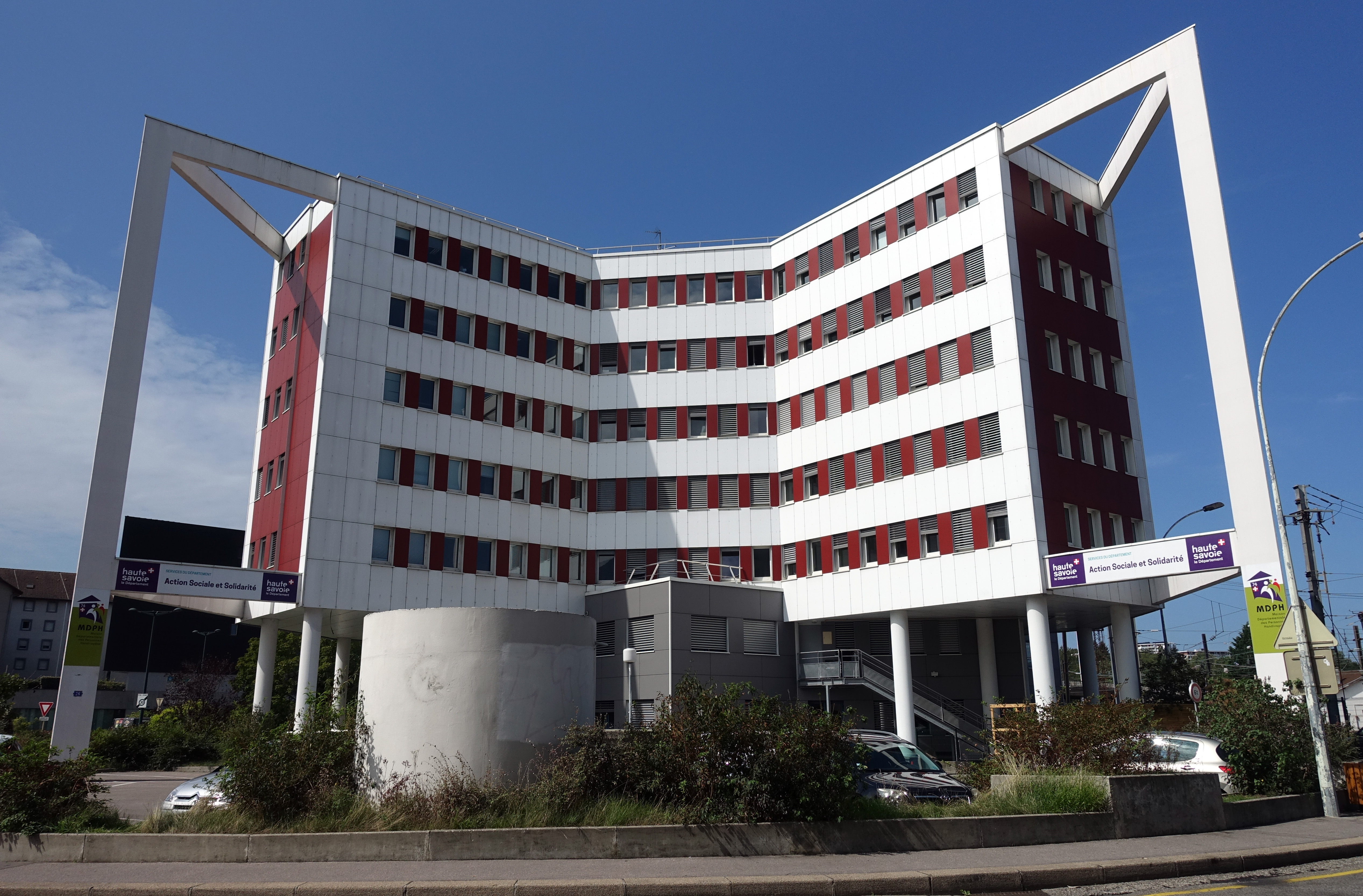
La MDPH organise et gère la mise en place de la commission des droits et de l'autonomie des personnes handicapées dans ses locaux.

La commission des droits et de l'autonomie des personnes handicapées (CDAPH) est, en France, une commission de la maison départementale des personnes handicapées (MDPH) chargée de répondre aux demandes faites par les personnes handicapées ou leurs représentants (pour les enfants mineurs ou les personnes majeures déclarées incapables de défendre leurs intérêts) concernant leurs droits. 
Créée au même moment que la MDPH lors de la mise en œuvre de la loi n° 2005-102 du 11 février 2005, la commission prend des décisions sur la base de l'évaluation et du plan personnalisé de compensation élaboré par cette dernière.

## Historique
Corollaire des MDPH, créées par la loi du 11 février 2005, les commissions des droits et de l'autonomie des personnes handicapées ont été mises en place pour prendre les décisions relatives à l'ensemble des droits des personnes handicapées, dans une même perspective d'approche globale que la MDPH, celle-ci étant présentée comme un guichet unique et constituée sous la forme d'un groupement d'intérêt public.
La CDAPH résulte de la fusion des commissions techniques d'orientation et de reclassement professionnel (COTOREP) et des commissions départementales de l'éducation spéciale (CDES). Prévue à l'article L146-9 du code de l'action sociale et des familles, elle est régie par les articles L241-5 et suivants de ce code.

## Composition
Selon l’article R. 241-24 du code de l’action sociale et des familles (CASF) et sauf exception (notamment en ce qui concerne certaines collectivités territoriales), les membres de la commission des droits et de l'autonomie des personnes handicapées sont, : 
1. Quatre représentants du département désignés par le président du conseil départemental ou, en Corse, quatre représentants de la collectivité de Corse désignés par le président du conseil exécutif ;
2. Trois représentants de l'Etat et de l'agence régionale de santé (ARS), dont : le directeur départemental chargé de la cohésion sociale ou son représentant, le directeur académique des services de l'éducation nationale agissant sur délégation du recteur d'académie ou son représentant, le directeur général de l'agence régionale de santé ou son représentant;
3. Deux représentants des organismes d'assurance maladie et de prestations familiales proposés par le directeur départemental chargé de la cohésion sociale ou, en Corse, par le directeur régional de l'économie, de l'emploi, du travail et des solidarités, ou dans la Collectivité européenne d'Alsace, de façon conjointe, par les directeurs départementaux chargés de la cohésion sociale, parmi les personnes présentées par ces organismes ;
4. Deux représentants des organisations syndicales proposés par le directeur départemental de l'emploi, du travail et des solidarités, d'une part, parmi les personnes présentées par les organisations professionnelles d'employeurs les plus représentatives, d'autre part, parmi les personnes présentées par les organisations syndicales de salariés et de fonctionnaires les plus représentatives ;
5. Un représentant des associations de parents d'élèves proposé par le directeur académique des services de l'éducation nationale agissant sur délégation du recteur d'académie ou, en Corse et dans la Collectivité européenne d'Alsace, par le recteur d'académie, parmi les personnes présentées par ces associations ;
6. Sept membres proposés par le directeur départemental chargé de la cohésion sociale ou, en Corse, par le directeur régional de l'économie, de l'emploi, du travail et des solidarités, ou, dans la Collectivité européenne d'Alsace, de façon conjointe, par les directeurs départementaux chargés de la cohésion sociale, parmi les personnes présentées par les associations de personnes handicapées et de leurs familles ;
7. Un membre de la formation spécialisée pour les personnes handicapées du Conseil Départemental de la Citoyenneté et de l’Autonomie désigné par ce conseil ;
8. Deux représentants des organismes gestionnaires d'établissements ou de services pour personnes handicapées, dont un sur proposition du directeur départemental chargé de la cohésion sociale ou, en Corse, du directeur régional de l'économie, de l'emploi, du travail et des solidarités et un sur proposition du président du conseil départemental, ou, dans la Collectivité européenne d'Alsace, un sur proposition conjointe des directeurs départementaux chargés de la cohésion sociale, et un sur proposition du président du conseil départemental.

Le président est élu en son sein tous les deux ans par les membres de la commission.
Les membres de la CDAPH sont tenus au secret professionnel.

## Compétences
La commission des droits et de l'autonomie des personnes handicapées (CDAPH) est compétente pour :
1. se prononcer sur l'orientation et les mesures permettant aux personnes handicapées d'être insérées en milieu scolaire, professionnel ou social. Dans ce cas, elle doit être capable de leur proposer plusieurs solutions afin qu'elles puissent choisir la solution qui leur convient le mieux,
2. désigner les établissements ou les services correspondant aux besoins de l'enfant ou de l'adolescent ou concourant à la rééducation, à l'éducation, au reclassement et à l'accueil de l'adulte handicapé et en mesure de l'accueillir,
3. vérifier si le taux d'incapacité de la personne handicapée lui permet d'avoir accès aux prestations ainsi qu'aux droits suivants[9]:

| - l'allocation aux adultes handicapés (AAH) - la majoration pour la vie autonome (MVA) - la prime d'activité et la pension d'invalidité - l'allocation d'éducation de l'enfant handicapé (AEEH) et son complément - l'allocation journalière de présence parentale (AJPP) - la prestation de compensation du handicap (PCH) - la prestation de compensation du handicap parentalité | - la carte mobilité inclusion (CMI) - mention priorité, mention invalidité - l'aide à la formation (parcours vers l'emploi ou maintien dans l'emploi) - le congé de proche aidant et allocation journalière de proche aidant (AJPA) - l'allocation journalière d’accompagnement d’une personne en fin de vie (AJAP) - l'allocation journalière de présence parentale (AJPP) - l’aide à la vie familiale et sociale (AVFS) - le forfait surdité et le forfait cécité |

ainsi que :
1. reconnaître aux personnes qui entrent dans le cadre de l'article L5213-2[10] du Code du Travail, la qualité de travailleurs handicapés (RQTH ou « reconnaissance de la qualité de travailleur handicapé »[11]). Ceci leur permet d'être orientés vers des entreprises adaptées (EA) qui pourront les embaucher, ou d'être recrutés par des entreprises traditionnelles et de bénéficier le cas échéant d'un accompagnement sur l'adaptation du poste de travail (en France, le cadre légal est celui de la Loi handicap du 11 février 2005)
2. statuer sur l'accompagnement des personnes handicapées âgées de plus de soixante ans, hébergées dans les structures pour personnes handicapées adultes.

Pour proposer un taux de handicap, l'équipe pluridisciplinaire de la MDPH s'appuie sur le travail de recherches des équipes pluridisciplinaires de la MDPH qui s'appuie sur un Guide d'ÉVAluation (GEVA) afin d'appréhender et partager les pratiques autour de la notion de handicap. le GEVA contribue également à produire un langage commun et une culture partagée entre les membres des équipes pluridisciplinaires des MDPH. Officiellement il existe un guide-barème permettant l'évaluation des déficiences et des incapacités des personnes handicapées. 
Les déficiences y sont décrites en huit chapitres:
| - Chapitre I. - Déficiences intellectuelles et difficultés de comportement. - Chapitre II. - Déficiences du psychisme. - Chapitre III. - Déficiences de l'audition. - Chapitre IV. - Déficiences du langage et de la parole | - Chapitre V. - Déficiences de la vision. - Chapitre VI. - Déficiences viscérales et générales. - Chapitre VII. - Déficiences de l'appareil locomoteur. - Chapitre VIII. - Déficiences esthétiques. |

Le guide-barème ne fixe pas de taux d'incapacité précis mais il indique cependant des fourchettes de taux d'incapacité, identifiant suivant les chapitres, trois à cinq degrés de sévérité (en général 4) :
| - Forme légère : taux de 1 à 15 % - Forme modérée : taux de 20 à 45 % | - Forme importante : taux de 50 à 75 % - Forme sévère ou majeure : taux de 80 à 95 % |

## Fonctionnement et organisation

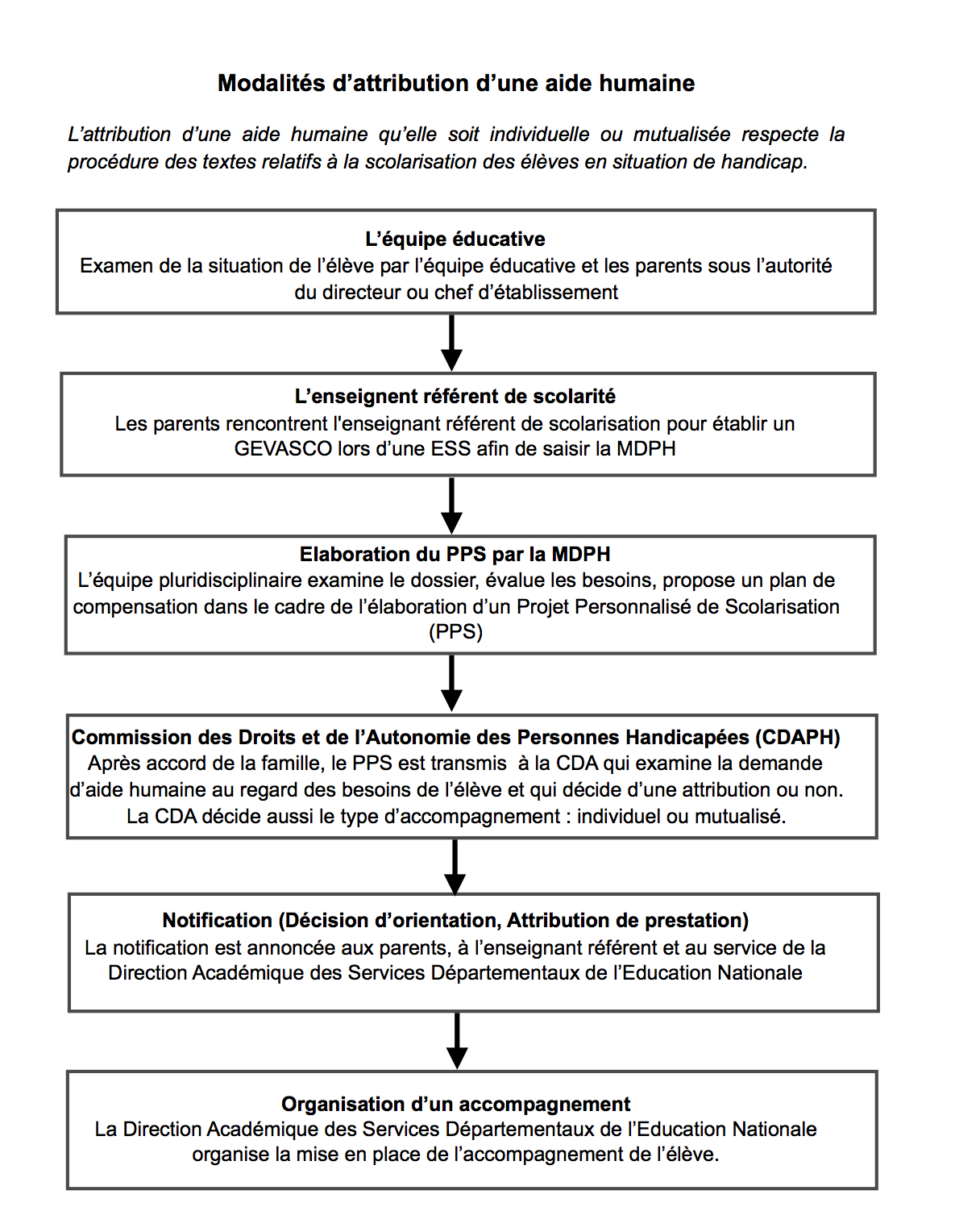
Tableau : modalité d'attribution d'une aide humaine par la MDPH/CDAPH

La fonction de la commission des droits et de l’autonomie des personnes handicapées (CDAPH) est de prendre des décisions concernant les droits et les prestations des personnes handicapées. Le champ de décision de la CDAPH figure dans l’article L 241-6 du Code de l'action sociale et des familles qu’elle doit respecter.
Pour délibérer et prendre une décision sur une demande, la commission siège en formation plénière ce qui veut dire que tous les membres présents peuvent voter. Elle peut être organisée en sections locales ou spécialisées chargées de préparer les décisions de la commission. Lorsque des sections locales sont formées, elles doivent obligatoirement être composées de représentants des personnes handicapées et de leurs familles.
Cependant, concernant les décisions suivantes, la CDAPH siège avec un nombre restreint de ses membres votants afin de simplifier la procédure de prise de décision : 
- une demande de renouvellement d’un droit ou d’une allocation ou d'une prestation, lorsque la situation du bénéficiaire n’a pas évolué de façon significative ;
- une demande d’attribution de la carte mobilité inclusion (CMI) pour les personnes handicapées ;
- une demande de reconnaissance de la qualité de travailleur handicapé (RQTH) ;
- un cas d'urgence (Article R245-36 du Code de l'action sociale et des familles).

## Démarches
Pour répondre à une demande, l’usager doit déposer sa demande à la maison départementale des personnes handicapées (MDPH) de son lieu de résidence qui va l’enregistrer. La demande sera ensuite étudiée et évaluée par l’équipe pluridisciplinaire d'évaluation (EPE), laquelle peut proposer un Plan Personnalisé de Compensation du Handicap (PPCH) à la CDAPH en lien avec le demandeur. La demande sera ensuite transmise à la commission afin qu’elle puisse prendre une décision.

### La prise de décision
La décision est prise après vote des membres ou au cas échéant, de la sélection locale ou spécialisée. La délibération est valable seulement si 50 % des membres de la CDPAH sont atteints. La décision est prise à la majorité simple et en cas d’égalité, la voix du président est prise en compte.
Elle doit se faire sur la base :
1. de l’évaluation des besoins de la personne handicapée, réalisée par l’équipe pluridisciplinaire de la MDPH,
2. du plan personnalisé de compensation du handicap proposé par cette équipe,
3. des éventuelles observations faites par la personne handicapée sur ce plan ainsi que des souhaits qu’elle ou son représentant légal ont exprimés dans le cadre de son projet de vie.

La personne handicapée ou son représentant légal doit être prévenu deux semaines en avance de la date et du lieu où la CDAPH se prononcera sur sa demande. Il est également possible pour la personne concernée de rencontrer l'ensemble des membres de la commission juste avant la prise décision. Elle peut également se faire assister (pour une personne sourde pratiquant la LSF ou dans le cas d'une protection de justice, par exemple), voire de se faire représenter par la personne de son choix. Dans le cadre d’une procédure simplifiée, la personne handicapée ou son représentant légal ne seront pas entendus par la CDAPH. Elle peut alors refuser cette procédure à condition qu’elle l’indique lors du dépôt de sa demande auprès de la MDPH.

### L'application de la décision
Les décisions de la commission sont motivées et la personne concernée par les décisions prise par la CDAPH doit en être notifiée par le président de la commission. Leur durée de validité ne peut être inférieure à un an ni excéder cinq ans, sauf dispositions législatives ou réglementaires spécifiques contraires. En cas d’évolution de la situation de la personne handicapée, celle-ci ainsi que son représentant légal peuvent faire appel à la CDAPH pour réviser la décision.
Les décisions de la CDAPH s’imposent à tout établissement ou service désigné, dans la limite de sa spécialité, ainsi qu’à l’autorité chargée de son financement. Elles s’imposent également, sous réserve du respect des conditions d’ouverture du droit aux prestations accordées, aux organismes qui les financent.

### La contestation de la décision

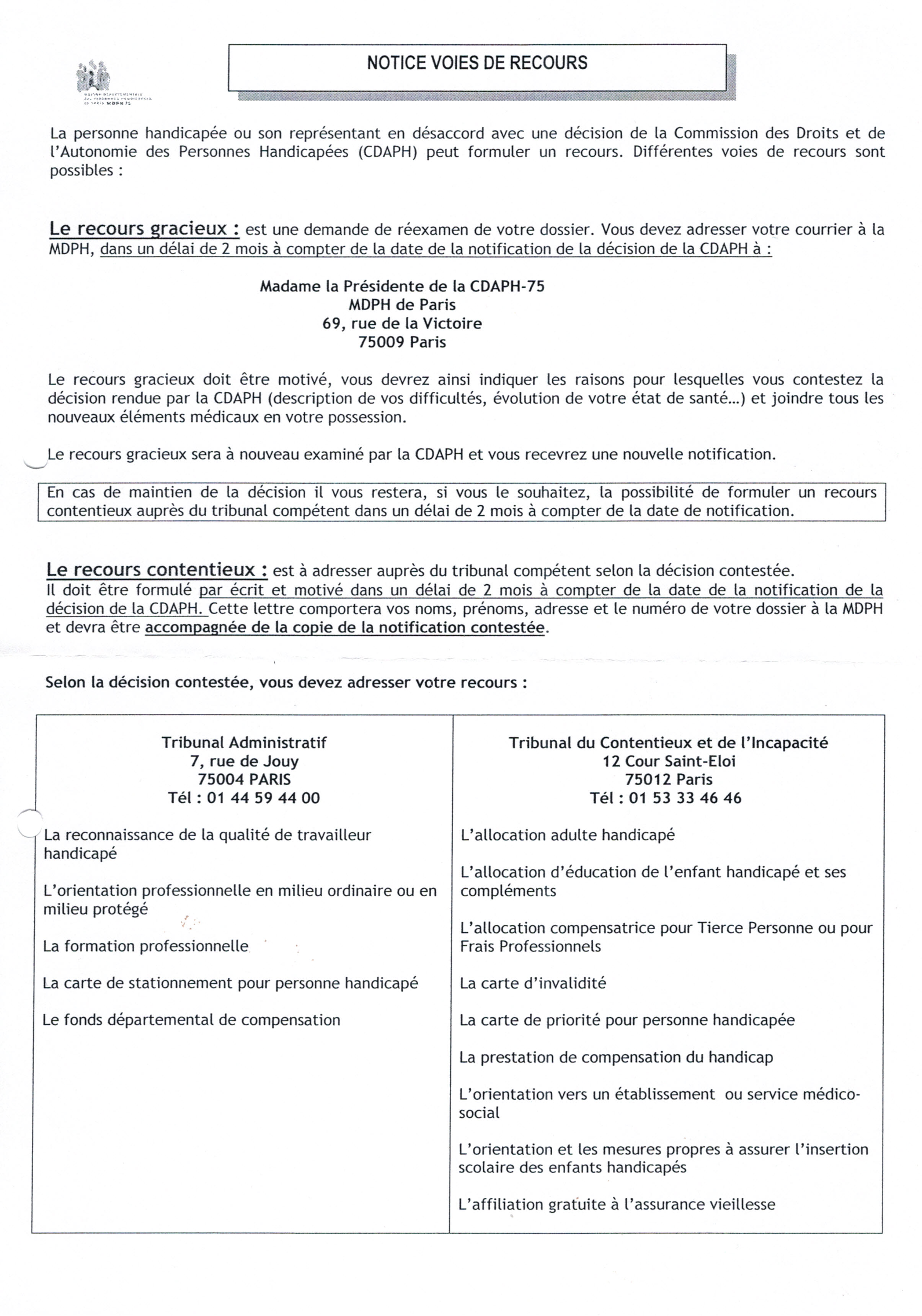
Notice de voies de recours

Lorsqu’une personne handicapée n’est pas en accord avec une décision prise par la Commission des Droits et de l’Autonomie des Personnes Handicapées, elle peut recourir à trois procédures distinctes :
- la procédure de conciliation : dans le cadre de cette procédure facultative, le directeur de la MDPH fait intervenir une personne qualifiée chargée de proposer des mesures de conciliation. La personne désignée aura accès au dossier de la personne handicapée et est tenue au secret professionnel. La personne aura ensuite deux mois pour établir un rapport de sa mission de conciliation notifié au demandeur et à la MDPH. Cependant, ses constatations ne seront ni produites ni invoquées dans la suite de la procédure sans l’accord des parties. L'engagement d'une procédure de conciliation suspend les délais de recours[15] ;
- le recours administratif préalable obligatoire : la personne concerné saisit la MDPH d'une demande de modification de la décision de la CDAPH. L'introduction de ce recours est obligatoire avant tout recours contentieux[16].
- le recours contentieux : la décision prise par la CDAPH sur le recours administratif préalable obligatoire peut être contestée devant le tribunal judiciaire spécialement désigné[17].

## Critiques et polémiques
Selon une enquête menée en 2016 par quatre associations et collectifs liées à la cause des personnes autistes sur les MDPH, « les résultats sont globalement décevants. » Près de 1 900 familles de personnes autistes ou atteintes de troubles cognitifs ont répondu au questionnaire mis en ligne par ces associations dont Autisme France. Près de 30 % des répondants ont demandé à être reçus par l’équipe pluridisciplinaire ou à assister à la session de la CDAPH durant laquelle leur dossier allait être examiné et près d’une fois sur deux, selon leurs témoignages, ce droit, garanti par la loi, leur a été refusé. 71 % des familles assurent que si légalement les décisions de la CDAPH doivent être motivées , celles-ci ne se soumettraient pas à cette obligation et 51 % d'entre elles expliquent qu’elles ne respecteraient jamais ou rarement le délai légal de quatre mois pour l’instruction des dossiers.